# 莫里 (费尔盖拉什)
莫里是葡萄牙波尔图区的一个堂区。总面积3.43平方公里，总人口1177人，人口密度343.1人/平方公里。